# 국제 통화 기호
국제 통화 기호 (Currency sign, ¤)는 불특정 통화를 표기할 때 쓰는 기호이다. 사용하려는 폰트에서 특정 통화 기호가 설정되어 있지 않을 때 대신하여 쓴다. '스카랩' (scarab)'이라고도 한다. 기본적으로 작은 동그라미에 네 대각선, 즉 각각 45°(동북), 135°(동남), 225°(서남), 315°(서북) 방향으로 짧게 삐져나온 모양이다. 베이스라인에서 살짝 위로 띄어진 위치에 자리한다.
유니코드에서는 U+00A4 ¤ currency sign (HTML: &#164; &curren; , 윈도우에서는 Alt+0164), LaTeX에서는 \textcurrency로 표현할 수 있다.

## 역사
통화기호는 한때 맥 OS 로만 폰트에 포함된 글자였으나, 애플이 맥 OS 8.5부터 해당 기호의 코드부호에 유로 기호 (€)를 대신 배정하면서 사라졌다. 비유니코드 기반의 윈도우 문자열에서는 유로기호가 새 코드부호에 배정되었으며, 유니코드 문자열에서는 플랫폼에 상관 없이 두 기호 모두 각각의 유니코드 부호를 배정하였다.
통화기호는 1972년 아스키의 국가별 변형판 (ISO 646)과 국제판 변형판 내에서 달러 기호를 대체할 목적으로 처음 인코딩되었다. 특히 ISO 8859가 표준화될 당시, 이탈리아 측이 라틴·아랍·히브리 문자열 내에서 0xA4에 위치했던 달러 기호를 대체하려는 움직임 속에서 이 기호를 인코딩하자고 처음 제안하였다. 이 다음에 나왔던 키릴 문자열에는 해당 부호가 들어갈 자리가 없었고, 그밖의 라틴 문자열에서도 포함되지는 않았다. 특히 라틴9에서는 해당 기호를 유로 기호로 대체하였다. 한편 소련의 컴퓨터 체계에서는 KOI8-R 문자열을 변형하여 사용하였는데, 아스키에서 쓰는 달러 기호의 코드자리에 이 통화기호를 배정시켜 사용하였다.
오늘날에는 프랑스어, 덴마크어, 노르웨이어, 스웨덴어, 핀란드어, 에스토니아어어의 등의 키보드 자판에서 찾아볼 수 있다. 한국어 자판 중 두벌식 자판의 경우, ㄹ + 한자 키의 통화 특수기호 중 두번째 단 세번째 열에서 선택히 입력할 수 있다.

## 지시적 의미
통화기호는 정확하진 않지만 뭔가 특정을 하고 싶은 통화를 나타낼 때 쓴다. 즉 '¤12.50'라고 써놨다면 그건 어떤 통화로 12.50만큼 되는 가격이란 뜻이다. 여기서 해당 통화가 무엇인지는 문자 이외의 문장과 맥락에서 파악해야 하며, 이때 통화기호는 지시소 (指示素)의 역할을 한다. 그, 저, 나, 그녀 등과 같이 문맥상의 어떠한 대상 (여기서는 통화)를 지시하는 요소가 된다는 것이다.
국제거래나 환율시세와 같은 국제적 사안에 관한 문서의 경우, ISO 4217에 배정되어 있는 통화기호 세 개를 그대로 갖다 쓰며 통화를 표현하는 일은 기피하는 것이 보통인데, 한 국가의 통화기호가 배정된 코드부호가 다른 국가에서는 다른 통화기호로 보일 수 있는 모호성 문제가 발생하기 때문이다. 예컨대 이메일이나 웹사이트에다 '₩1000'이라 적어놓았다면 다른 소프트웨어상에서 똑같은 문자열을 사용한다는 보장이 없으므로, 가치가 10배 더 높은 '¥1000'로 표시될 수도 있는 위험이 생긴다는 것이다.
비슷한 맥락에서, 이 기호는 아스키의 국가별 변형판 (7비트 95문자)에서 각국 통화기호가 들어갈 위치를 표시하기 위한 목적으로 쓰였다. 앞서도 말했듯이 원래는 달러 기호 ($)가 있던 자리였고, '통화'나 '돈'을 의미하는 '보편적 기호'를 특정 국가의 것으로 대신하는 것은 마땅치 않았기 때문이다. 그리하여 어느 국가의 통화도 지칭하지 않는 국제통용 통화기호로서 '¤'를 사용하게 되었고, 그와 같은 쓰임새는 ISO 8859 초판에서 해당 기호를 처음 넣은 이래 수년간 충분히 범용되기도 하였다.

## 같이 보기
- 로젠지 (마름모기호, 역사적으로 비슷한 기능을 했던 기호)